# Steffisburg
Steffisburg är en ort och kommun i distriktet Thun i kantonen Bern i Schweiz. Kommunen har 16 467 invånare (2023). Den 1 januari 2020 inkorporerades kommunen Schwendibach in i Steffisburg.
Orten ligger vid floden Zulg. Bebyggelsen har växt samman med staden Thun.